# Messier 48
Messier 48 (M48 o NGC 2548) és un cúmul obert situat dins la constel·lació de l'Hidra. Va ser descobert per Charles Messier el 1771; però igual que amb l'M47 que va observar durant la mateixa nit, va cometre un error de càlcul i l'objecte no es va poder trobar fins al 1959. Va ser, per tant, redescobert independentment per Johann Elert Bode sobre el 1782, i després per Caroline Herschel el 1783. Aquesta última descoberta va ser publicada el 1786 per William Herschel.

## Característiques
M48 conté al voltant de 80 estrelles en un volum de 23 anys llum, amb un diàmetre aparent total de 54 minuts d'arc. Està situat aproximadament a 1.500 anys llum del sistema solar, i la seva edat estimada és de 300 milions d'anys.

## Observació

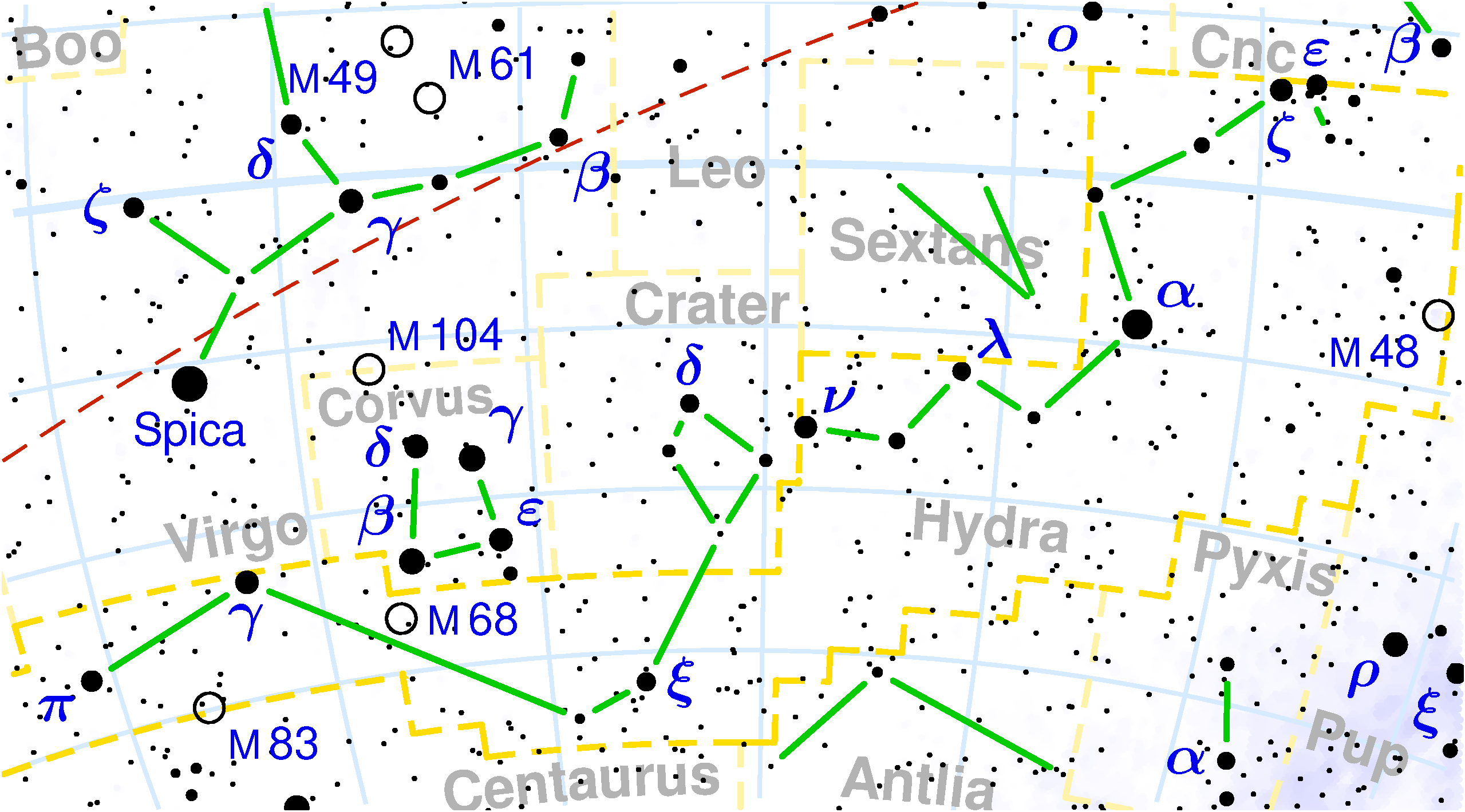
La costel·lació d'Hidra amb la situació d'M48.

M48 es troba en una zona del cel privada d'estrelles i d'objectes rellevants, està situada en la frontera entre la constel·lació d'Hidra, a la qual pertany, i la de l'Unicorn. En bones condicions atmosfèriques M48 és visible a ull nu i amb un telescopi petit es poden arribar a resoldre fins a una cinquatena d'estrelles.